# David Brown (Bischof)
David Allan Brown (* 11. Juli 1922; † 1982) war ein Bischof von Guildford in der Church of England.

## Leben und Karriere
Browns Schulzeit begann an der öffentlichen Schule Monkton Combe und endete am College School of Oriental and African Studies (kurz: SOAS). Im Jahr 1949 wurde Brown geweiht und bekam ein Kurat in der Gemeinde von Streatham.
In den folgenden Jahren war er Missionar für die Church Mission Society, wo er bis 1966 verschiedene Länder wie den Sudan, den Libanon oder Syrien bereiste. Als Abschluss dessen wurde er zum Vikar der Christuskirche von Herne Bay ernannt.
1973 weihte man Brown dann zum Bischof von Guildford, wo er sein Amt bis zu seinem Tod im Jahr 1982 ausübte.